# Oussama Haddadi
Oussama Haddadi (Túnez, 28 de enero de 1992) es un futbolista tunecino que juega en la demarcación de defensa en el Dibba Al-Hisn S. C. de la UAE Pro League.

## Selección nacional
Hizo su debut con la selección de fútbol de Túnez el 31 de marzo de 2015 en un encuentro amistoso contra China que finalizó con un resultado de empate a uno tras los goles de Yu Dabao para China, y de Mohamed Ali Moncer para Túnez. El 2 de junio fue elegido por el seleccionador Nabil Maâloul para disputar la Copa Mundial de Fútbol de 2018.
Fue titular en la victoria de Túnez por 2 a 1 sobre Panamá que significó el segundo triunfo de los tunecinos en la historia de los mundiales, después de la victoria por 3 a 1 sobre México en 1978.

## Clubes
| Club                     | País                   | Año       | Partidos | Goles |
| ------------------------ | ---------------------- | --------- | -------- | ----- |
| Club Africain            | Túnez                  | 2010-2017 | 102      | 2     |
| Dijon F. C. O.           | Francia                | 2017-2019 | 86       | 3     |
| Ettifaq F. C.            | Arabia Saudita         | 2019-2020 | 16       | 0     |
| Kasımpaşa S. K. (cedido) | Turquía                | 2020-2021 | 53       | 0     |
| Yeni Malatyaspor         | Turquía                | 2021-2022 | 28       | 0     |
| SpVgg Greuther Fürth     | Alemania               | 2022-2024 | 61       | 0     |
| Dibba Al-Hisn S. C.      | Emiratos Árabes Unidos | 2024-     |          |       |

## Palmarés

### Campeonatos nacionales
| Título                               | Club          | País  | Año  |
| ------------------------------------ | ------------- | ----- | ---- |
| Championnat de Ligue Profesionelle 1 | Club Africain | Túnez | 2015 |